# Џастин Лин
Џастин Лин (енгл. Justin Lin; Тајпеј, 11. октобар 1971) тајванско−амерички је филмски режисер, продуцент и сценариста.
Најпознатији је као режисер на франшизи Паклене улице и филмовима Паклене улице 3 (2006), Паклене улице 4 (2009), Паклене улице 5 (2011), Паклене улице 6 (2013) и Паклене улице 9 (2021) и филму Звездане стазе: Изван граница  (2016). Такође је познат по свом раду на телевизијским серијама попут Заједница и другој сезони Правог детектива. 